# Telopora buski
Telopora buski är en mossdjursart som beskrevs av Jean-Loup d'Hondt 1986. Telopora buski ingår i släktet Telopora och familjen Cerioporidae. Inga underarter finns listade i Catalogue of Life.